# Азра Акън
Азра̀ Акъ̀н (на турски: Azra Akın) е турска филмова актриса и манекенка. 
Като малка се занимава с балет. През 2002 г. става Мис „Свят“. 
Започва актьорската си кариера на 23-годишна възраст с участие в сериала „Дъждовно време“ през 2004 г. До края на 2009 г. се снима общо в 4 филма и 5 сериала. 
През периода 2002 – 2008 има връзка с турския актьор Къванч Татлъту.
В България е позната с ролята на Ейлюл от сериала „Дъждовно време“.